# 伝染歌
『伝染歌』（でんせんうた）は、2007年8月25日公開の日本映画。キャッチコピーは、「歌えば、死ぬ」。ヨーロッパで生まれた“自殺ソング”の伝説を基に企画したホラー映画。

## あらすじ
青雲女学院のトライアスロン部に所属するあんず（大島優子）は、親友香奈（前田敦子）の自殺に遭遇する。「お先に」といって目の前で自殺した香奈が直前まで口ずさんでいた歌が気になり、あんずはトライアスロン部の仲間達と共に自殺の謎を追い始める。そのころ三流風俗雑誌「月刊MASAKA」の編集者・陸（松田龍平）は、歌えば死ぬという“伝染歌”の噂を耳にする。ありふれた都市伝説にも思えるものであったが、その噂を追って香奈の告別式に向かった陸と先輩編集者の太一は、香奈の幼馴染・朱里（秋元才加）とあんず達と出会う。あんず達は陸と太一を胡散臭がり立ち去るが、朱里は興味を覚えて取材に応じる。
香奈の恋人「コウジ」が自殺に関与していると考えた陸達とあんず達は、期せずして同じ場所に集うことになる。その夜、太一とあんずの仲間達は陸とあんず・朱里が合流する前に伝染歌を歌い、太一は警察署で、キリコ（小嶋陽菜）は担任教師と学校で、それぞれ自殺を遂げる。
危険を悟った陸は、あんず達を引き連れて幼い頃から知っている霊能者「エンマ」に助けを求めるべく実家へと向かい、取り残された朱里がその後を追う。その頃、太一の自殺の余波で廃刊の危機に追い込まれた「月刊MASAKA」編集部は、全員で伝染歌を歌い、伝染歌のルーツを求めて動き出していた。

## キャスト

### 月刊MASAKA
- 長瀬陸（主人公・雑誌「月刊MASAKA」編集者） - 松田龍平
- 望月薫（「月刊MASAKA」チーフM） - 堀部圭亮
- モロ（モデルガンに詳しい陸の同僚） - 原田遊人
- 太一太一 - 伊勢谷友介

雑誌「月刊MASAKA」編集者。元自衛隊員。海外での傭兵経験あり。頭部と足を負傷して帰国。脳障害の疑い。

### 青雲女学院
- 夏野あんず（トライアスロン部部長） - 大島優子（少女時代：彩田真鈴）
- キリコ（トライアスロン部マネージャー・あんずのクラスメート） - 小嶋陽菜
- 高橋香奈（トライアスロン部・あんずのクラスメート） - 前田敦子
- 雲早明日香（トライアスロン部・あんずの後輩） - 河西智美
- 井上留美（トライアスロン部・あんずの後輩） - 峯岸みなみ
- 宮口紗江（トライアスロン部・あんずの後輩） - 小野恵令奈
- 織部美希（あんずや香奈のクラスメート） - 野呂佳代
- 寄居直弼（校長） - 矢島健一
- 工藤真也（教師） - 矢柴俊博

### 香奈の関係者
- 松田朱里（香奈の幼馴染・他校の生徒） - 秋元才加
- 香奈の母親 - 筒井真理子

### あんずの関係者
- あんずの父 - 小須田康人
- あんずの母 - 豊川栄順
- 鏑木蘭子（あんずの叔母） - 木村佳乃（カメオ出演）

### 警察関係者
- 初川刑事 - 中村靖日
- 警官（コージのアパート） - 小豆畑雅一
- 山崎刑事 - 羽柴誠
- 巡査（あんずの回想） - 東風静

### その他
- 紙谷小百合（カミヨン） - 西山知佐
- 福山貴子（ヒメ） - 小山田サユリ
- 藤誠（トーマ） - 高橋努
- 長瀬りき／エンマ - 池津祥子
- 五井道子 - 星野みちる（劇中歌：松本伊代）
- Cちゃん - 宮澤佐江
- 愛ちゃん - 高橋みなみ
- テコ - 宮嶋剛史
- タコ - 泊帝
- チコ - 塚原大助
- オタッキー兵士 - 松尾諭
- 取材者A - 安藤彰則
- 取材者B - 安部高志
- 取材者C - 岡野裕磁
- 豊川クン - 榊英雄
- 老人 - 田村泰二郎
- 渡辺コージ - 末野卓磨
- 森助 - 重松収
- 借金取りダンディー - 工藤俊介
- 借金取り弟子 - 賀川黒之助
- ジェイク方丈のボディーガードA - 高橋光宏
- ジェイク方丈のボディーガードB - 森永健司
- バズーカ - 竹嶋康成
- 深田順子
- AKBショーガール - 大島麻衣、篠田麻里子、佐藤由加理、板野友美、増山加弥乃、戸島花、大江朝美、中西里菜、成田梨紗、川崎希、駒谷仁美
- AKB48
- メイド姿のキャッチガール - 宇治川麗菜
- ジェイク方丈 - 阿部寛 後半の1シーンのみ登場。

## スタッフ
- 監督 - 原田眞人
- 製作総指揮 - 松本輝起
- 製作 - 北川淳一
- 企画・配給 - 松竹株式会社
- 制作プロダクション - エンジンネットワーク
- 企画・原作 - 秋元康
- 脚本 - 原田眞人、羽原大介
- プロデューサー - 吉田繁暁、加藤悦弘
- エグゼクティブプロデューサー - 榎望
- ラインプロデューサー - 氏家英樹
- アソシエイツプロデューサー - 秋枝正幸
- 音楽 - 蓜島邦明
- 撮影 - 藤澤順一、向後光徳
- 美術 - 福澤勝広
- 照明 - 上田なりゆき
- 録音 - 松本昇和
- 整音 - 矢野正人
- ヴィジュアルエンジニア - 関口明
- 装飾 - 大庭信正、湯澤幸夫
- 衣装 - 宮本まさ江
- 宣伝プロデューサー - 山中正博
- テクニカルプロデューサー - 武田佳典、堀内勉
- 編集 - 上野聡一
- 記録 - 川野恵美
- 助監督 - 谷口正行、早川喜貴
- 製作担当 - 三辺敬一
- 製作 - 「伝染歌」フィルムパートナーズ（松竹、テレビ朝日、ソニー・ミュージックエンタテインメント、ジェネオンエンタテインメント、電通、講談社、衛星劇場、朝日放送、メ〜テレ、オムニバス・ジャパン、秋元康事務所）
- 配給 - 松竹

## 主題歌
- 五井道子「僕の花」（DefSTAR RECORDS）

作中で描かれる「伝染歌」。ただし、劇中では松本伊代が歌っている。

## 小説
- 伝染歌（著作：秋元康、講談社文庫、2007年8月11日）

## 漫画
- 伝染歌 映画原作版 (KCデラックス、2007年8月1日)

原作：秋元康、作画：浦川まさる&佳弥
- 伝染歌 オリジナル版（KCデラックス、2007年8月1日) 
  - 伝染歌 怪呪のレクイエム（KCデラックス、2008年7月23日） ※電子書籍版では「伝染歌 オリジナル版2」として発売。

原作：秋元康、作画：タケダケント、構成：Team-MoJo
映画版とは違うオリジナルストーリー

## 関連商品
- 『僕の花』Ｃ／Ｗ『棺の中で眠りたい』（唄:五井道子）／デフスターレコーズ
- 『伝染歌 ナビゲートDVD 伝染…全ては、ここから始まった。』／松竹ホームビデオ